# Pásztori
Pásztori község Győr-Moson-Sopron vármegyében, a Csornai járásban.

## Fekvése
Magyarország északnyugati részén, a Rábaközben, Csornától 7 km-re délre, Szilsárkánytól 2 kilométerre keletre található. Területe teljesen sík, tengerszint feletti magassága 119 méter.

### Megközelítése
Legfontosabb közúti megközelítési útvonala a 86-os főút, ami a határszélétől nem messze nyugatra halad el. A főútról Szilsárkány központjában letérve, a 8423-as úton érhető el a település; ugyanez az út köti össze kelet felől Rábapordány és Bágyogszovát községekkel is.
Vasútvonal nem érinti, a két legközelebbi vasúti csatlakozási lehetőség a Pápa–Csorna-vasútvonal Rábapordány megállóhelye, vagy a Győr–Sopron-vasútvonal, a Hegyeshalom–Porpác-vasútvonal és a pápai vonal közös szakaszának Csorna vasútállomása.

## Története és mai élete
Első írásos említése "Paztur" alakban 1338-ból való.
A 15. században a település kettévált, és egészen a 19. század végéig külön közigazgatási egységként szerepelt Alsópásztori és Felsőpásztori néven. (Külön-, illetve kötőjellel írva, Alsó Pásztori, Alsó-Pásztori és Felső Pásztori, Felső-Pásztori alakok is előfordulnak az okiratokban.)
A 18. században Felsőpásztoriban már iskolamester és iskola is van.
A 19. század végén a két rész ismét egyesül, s elkezdődik a mezőgazdasági termelés korszerűsítése. Egy 1895-ös összeírás szerint például Pethő Pál gazdaságában ekkor már vetőgép, cséplőgép, rosta, szecskavágó, borona és henger is volt.
1959-ben a pásztori és szilsárkányi gazdák közös termelőszövetkezetet alakítottak. Ennek jogutódja ma is működik, de ma már a magángazdaságok is jelentős szerepet játszanak mindkét községben.
A falunak önálló önkormányzata van. Iskolába a szomszédos Szilsárkányba járnak a gyerekek.

## Közélete

### Polgármesterei
- 1990–1994: Ónodi János (független)[3]
- 1994–1998: Ónodi János (független)[4]
- 1998–2002: Ónodi János (független)[5]
- 2002–2006: Ónodi János (független)[6]
- 2006–2010: Roncs Gábor (független)[7]
- 2010–2014: Roncs Gábor (független)[8]
- 2014–2019: Roncs Gábor (független)[9]
- 2019–2024: Roncs Gábor (független)[10]
- 2024– : Roncs Gábor (független)[1]

## Népesség
A település népességének változása:
| Lakosok száma | 375  | 376  | 378  | 386  | 385  | 396  | 390  |
|               | 2013 | 2014 | 2015 | 2021 | 2022 | 2023 | 2024 |

A 2011-es népszámlálás során a lakosok 78,4%-a magyarnak mondta magát (21,6% nem nyilatkozott). A vallási megoszlás a következő volt: római katolikus 49,3%, református 0,3%, evangélikus 0,8%, felekezeten kívüli 26,4% (22,6% nem nyilatkozott).
2022-ben a lakosság 92,7%-a vallotta magát magyarnak, 0,5% németnek, 0,5% cigánynak, 0,3% szlovénnek, 0,8% egyéb, nem hazai nemzetiségűnek (7% nem nyilatkozott; a kettős identitások miatt a végösszeg nagyobb lehet 100%-nál). Vallásuk szerint 41% volt római katolikus, 1,8% evangélikus, 0,5% görög katolikus, 1,6% egyéb katolikus, 3,6% felekezeten kívüli (51,4% nem válaszolt).

## Látnivaló
A község temploma
A 18. század második felében, barokk stílusban kezdték építeni, de azóta többször átépítették. Legutóbb 2006-ban újították fel. Eredeti részei az 1780 körüli oltárkép és szószék.

## A falu nevezetes szülötte
- Pethő Sándor (1885-1940). – Történész, újságíró, a Magyar Nemzet alapító főszerkesztője.